# Aleksandr Afanasiev

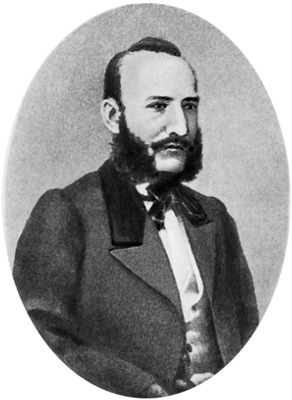
Aleksandr Afanasiev.

Aleksandr Nikolajevitj Afanasiev, född 11 juli 1826, död 23 oktober 1871, var en rysk folklorist.
Afanasievs utgåva av Ryska folksagor (Народные Русские Сказки) som utkom i 8 band 1855-64, har översatt till en rad språk och nått internationell berömmelse. Den lång till grund för Vladimir Propps strukturalistiska metod för folksagoanalys. Ett urval av sagorna utkom i svensk översättning av C. Hansson 1977. Bland de numrerade sagorna finns exempelvis nr. 89 om den stora rovan.